# マジョラム
マジョラム（英: marjoram、学名: Origanum majorana）は、シソ科の多年草。ハーブとして様々な用途に用いられる。和名はマヨラナ。オレガノなど同じ属の他の種と区別するためスイート・マジョラム（英: sweet marjoram）、あるいはノッテッド・マジョラム（英: knotted marjoram）とも呼ばれている。30センチメートル程度の茂みに育ち、赤みがかった枝に、対になった丸く白い葉がつく。初夏に、先端に白い花を多数つける。ハーブのオレガノは同属。マージョラムとも表記される。肉料理の香りづけに使われるハーブとしても知られる。
リンネの『植物の種』（1753年）で記載された植物の一つである。

## 他のマジョラム
マジョラムと呼ばれるものでは、他にポット・マジョラム（学名: Origanum onites、別名フレンチ・マジョラム）や、ワイルド・マジョラム（学名: Origanum vulgare、別名オレガノ、和名ハナハッカ）などがよく知られている。

## 語源と歴史
属名のOriganumはギリシャ語のoros（山）とganos（喜び）の合成語で「山の喜び」の意がある。
地中海東部沿岸が原産地とされる。古代ギリシャから栽培されていた。古代ギリシャ、ローマでは幸せを象徴するハーブとして、結婚する若い二人が頭にこの花冠をのせる習慣があった。また、故人の冥福を祈って、死装束の香りとしてお墓にも植えられた。中世、ローマ人がイギリスに伝えると、ホップが使われる前までは、このハーブがビールの苦みに使用された。この香りを吸い込むと健康に良いとされ、乾燥したハーブが幅広く売られていた。

## 薬効・料理
茎葉がハーブとして使われ、野菜としての旬は4 - 10月といわれている。茎葉は濃い緑色で、葉が新鮮なものが良品とされる。香辛料や精油として用いられている。精油やエキスは沈静、抗不安、制淫の目的で使用されている。
料理では、俗に「肉のハーブ」とよばれる。ほのかな甘い香りとほろ苦さは肉と相性が良く、肉料理のソース、ソーセージ、パテ、鶏や豚のローストなどあらゆる肉料理の香りづけに用いられる。トマトやチーズと良く合い、イタリア料理ではポピュラーなハーブである。調理するときに長時間加熱すると香りがとんでしまうため、料理の仕上げに加えて軽く加熱する程度で使われる。
オレガノとは近縁で、香りは似ているがマジョラムのほうがマイルドだといわれている。ドライにしたものはオレガノよりも苦味があり、ミックススパイスにも使われる。
肉料理の他にも、ピザ、トマトソース、バターソースなどによく利用され、野菜、魚、甲殻類などにも使うなど利用は幅広い。
血流促進・血圧降下作用があり、筋肉痛や頭痛、不眠にも効果があるとされる。不安や不眠解消、ストレス緩和に、ハーブティーにしてよく飲まれていて、血圧降下や鎮静作用があるといわれている。葉からとれる刺激性のあるエッセンシャルオイルは、リウマチ痛、歯痛、消化不良にも効くとされる。強壮効果を期待した入浴剤としても使用される。